# Richard Réti
(Aleksandr Aleksandrovič Alechin)
Richard Réti (Pezinok, 28 maggio 1889 – Praga, 6 giugno 1929) è stato uno scacchista cecoslovacco.

## Biografia
Richard Réti nacque a Pezinok, una cittadina vicina a Bratislava, che a quel tempo era parte del Regno d'Ungheria.
Dopo la prima guerra mondiale la regione fu inclusa nella Cecoslovacchia e attualmente è parte della Repubblica Slovacca.
Réti quindi fu prima suddito dell'Impero austro-ungarico e poi cittadino cecoslovacco. Di famiglia benestante e di origini ebree, frequentò le scuole medie a Pezinok e, terminati gli studi ginnasiali, andò a Vienna, dove studiò lingue, scienza, letteratura, pittura e soprattutto matematica, materia alla quale si appassionò particolarmente.
Divenne quindi uno scacchista professionista: giocò per la squadra ceca e si spostava spesso in Sudamerica.
Colto, ottimo conversatore e diffusore di cultura scacchistica, oltre che giocatore di scacchi, fu autore di due trattati sull'argomento e compositore di studi. Un suo studio di soli pedoni è molto famoso e fa parte integrante della teoria dei finali.
Suo fratello maggiore Rudolph era un noto compositore di musica e pianista. Egli è il bisnonno del pittore tedesco Elias Maria Reti.

## L'innovatore
Richard Réti è ritenuto tra i migliori giocatori al mondo nel periodo a cavallo della prima guerra mondiale. Nella prima parte della sua carriera predilesse lo stile romantico, giocando di preferenza il Gambetto di Re (1. e4 e5 2. f4).
Nel dopoguerra, invece, il suo stile mutò radicalmente ed egli divenne uno dei principali fautori ed esponenti del "gioco ipermoderno", assieme ad Aaron Nimzowitsch, Savelij Tartakover e Gyula Breyer.
Réti pubblicò nel 1922 il libro "Le nuove idee negli scacchi" (Trascrizione Completa) Archiviato il 31 maggio 2012 in Internet Archive., Nimzowitsch nel 1924 diede alle stampe il suo famoso libro "Il mio sistema", e sempre nel 1924 Tartakower pubblicò "La partita ipermoderna". Questi trattati possono considerarsi come il manifesto della scuola ipermoderna.

## Il maestro
A Richard Réti si deve l'introduzione ad alto livello dell'apertura (1. Cf3 d5 2. c4), che da lui prese il nome e con la quale riuscì a sconfiggere José Raúl Capablanca nel torneo di New York 1924. 
Questa partita divenne famosa anche perché era la prima sconfitta dopo otto anni che il grande cubano subiva, ed anche la prima come campione del mondo. Nello stesso torneo vinse anche il 1º premio di bellezza per la sua partita contro Efim Bogoljubov.
Nel 1918 vinse il torneo di Košice, davanti a Milan Vidmar e Gyula Breyer, e nello stesso anno fu 1º a Budapest. Nel 1919 vinse il torneo di Rotterdam. Nel 1920 vinse tre tornei: ad Amsterdam, davanti a Maroczy, Tartakower e Euwe, a Vienna, davanti a Breyer, Grünfeld e Tartakover, a Göteborg dove erano presenti i migliori giocatori d'Europa con l'eccezione di Alechin.
Nel 1922 fu 1º nel grande torneo di Teplice, nel 1923 fu secondo dietro a Emanuel Lasker al torneo di Moravska Ostrava e secondo a Vienna.
Nel 1925 Réti riuscì a giocare a San Paolo in simultanea alla cieca ben 29 partite (con il risultato di +21 –2 =6), detenendo per un certo periodo il primato mondiale nella specialità; nello stesso anno fu campione cecoslovacco.
Nel 1927 partecipò con la squadra della Cecoslovacchia alle olimpiadi di Londra, ottenendo la medaglia di bronzo in prima scacchiera con il risultato di (+8 – 1 =5).
Nel 1928 vinse i tornei di Vienna e di Gießen, fu 1º a Brno e 2º a Dortmund.
Giocò il suo ultimo torneo a Stoccolma alla fine del 1928, vincendo davanti a Erik Lundin, Gösta Stoltz e Gideon Ståhlberg.
Morì nel 1929 a Praga di scarlattina. L'anno successivo uscì postumo il suo secondo libro, "I maestri della scacchiera".

## Due partite memorabili
- Richard Reti - Akiba Rubinstein, Karlsbad 1923, su chessgames.com.
- Richard Reti - Jose Raul Capablanca, New York 1924, su chessgames.com.